# Grand Prix de Pau 1962
Grand Prix de Pau 1962 je bila sedma neprvenstvena dirka Formule 1 v sezoni 1962. Odvijala se je 23. aprila 1962.

## Dirka
| Poz | Dirkač              | Moštvo                            | Konstruktor    | Čas/Odstop      | Št. m. |
| --- | ------------------- | --------------------------------- | -------------- | --------------- | ------ |
| 1   | Maurice Trintignant | Rob Walker Racing Team            | Lotus-Climax   | 2.39:35.5       | 5      |
| 2   | Ricardo Rodríguez   | SEFAC Ferrari                     | Ferrari        | + 33.6 s        | 2      |
| 3   | Jack Lewis          | Ecurie Galloise                   | BRM            | + 34.6 s        | 7      |
| 4   | Tony Marsh          | Owen Racing Organisation          | BRM            | 99 krogov       | 8      |
| 5   | Lorenzo Bandini     | SEFAC Ferrari                     | Ferrari        | 99 krogov       | 6      |
| 6   | Nino Vaccarella     | Scuderia SSS Republica di Venezia | Lotus-Climax   | 98 krogov       | 11     |
| 7   | Jo Siffert          | Ecurie Nationale Suisse           | Lotus-Climax   | 97 krogov       | 14     |
| 8   | Ian Burgess         | Anglo-American Equipe             | Cooper-Climax  | 95 krogov       | 13     |
| 9   | Heinz Schiller      | Ecurie Nationale Suisse           | Porsche        | 95 krogov       | 15     |
| 10  | Jo Schlesser        | Ecurie Lausanne                   | Cooper-Climax  | 94 krogov       | 16     |
| 11  | Trevor Taylor       | Team Lotus                        | Lotus-Climax   | 92 krogov       | 9      |
| Ods | Jo Bonnier          | Scuderia SSS Republica di Venezia | Porsche        | Kolo            | 3      |
| Ods | Lucien Bianchi      | Equipe Nationale Belge            | ENB-Maserati   | Vzmetenje       | 10     |
| Ods | Jim Clark           | Team Lotus                        | Lotus-Climax   | Menjalnik       | 1      |
| Ods | Ludwig Heimrath     | Porsche System Engineering        | Porsche        | Trčenje         | 12     |
| Ods | Jack Brabham        | Brabham Racing Organisation       | Lotus-Climax   | Pritisk olja    | 4      |
| DNQ | Maurice Caillet     | Ets Cegga                         | Cegga-Maserati |                 | -      |
| DNQ | Kurt Kuhnke         | Autosport Team Wolfgang Seidel    | Lotus-Climax   |                 | -      |
| WD  | Bernard Collomb     | Bernard Collomb                   | Cooper-Climax  | Brez dirkalnika | -      |
| WD  | Michael May         | Michael May                       | -              |                 | -      |